# Les Bourgeois
Les Bourgeois è il sesto album in studio del cantautore belga Jacques Brel, pubblicato nel 1962.

## Tracce
1. Les Bourgeois
2. Les paumés du petit matin
3. Le plat pays
4. Zangra
5. Une île
6. Madeleine
7. Bruxelles
8. Chanson sans paroles
9. Les biches
10. Le caporal Casse-Pompon
11. La statue
12. Rosa